# VTB United League Sixth Man of the Year
Il VTB United League Sixth Man of the Year è il riconoscimento conferito annualmente dalla VTB United League al miglior sesto uomo della stagione. È stato istituito nel 2013.

## Vincitori

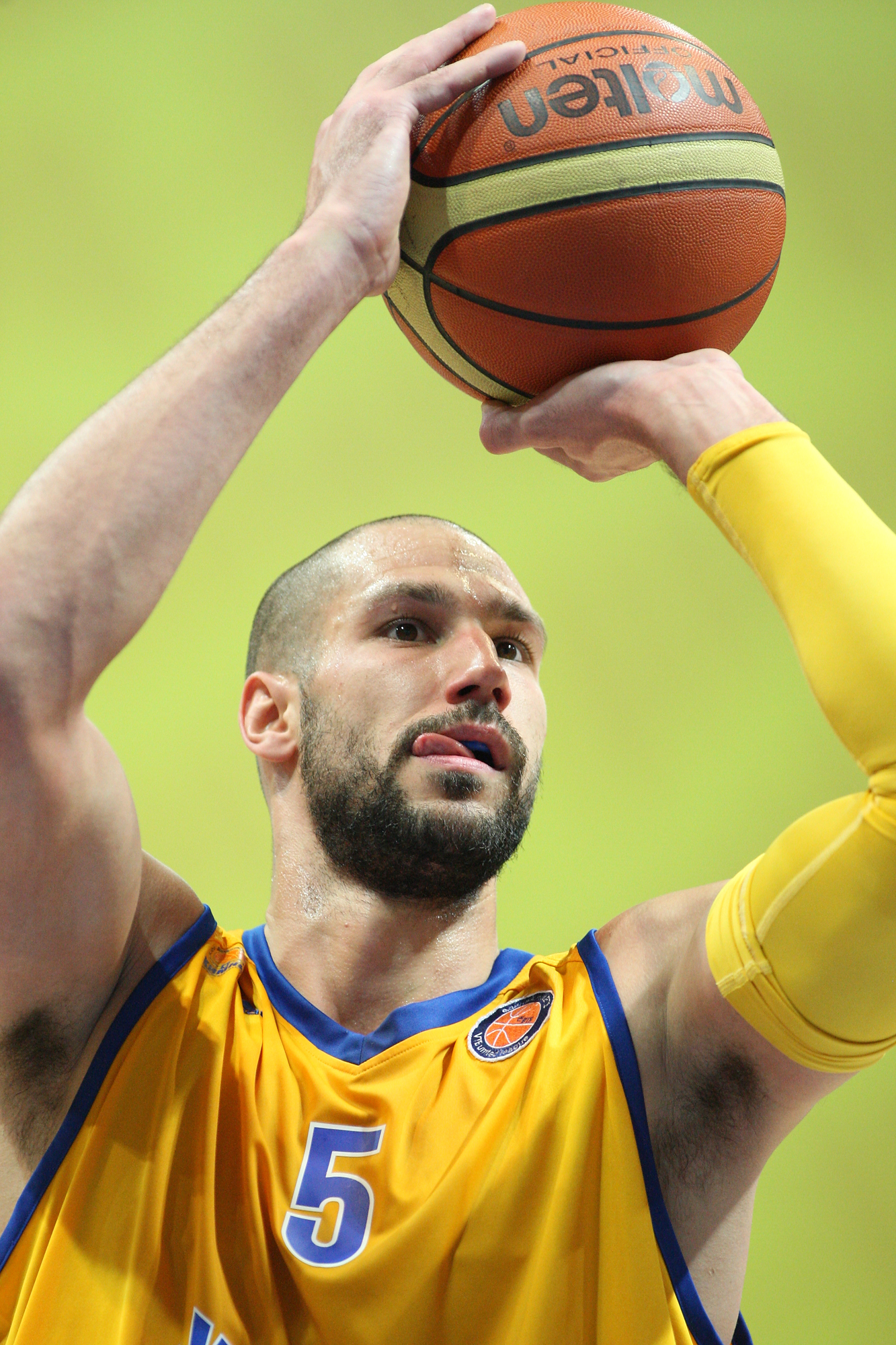
James Augustine primo vincitore del trofeo

| Stagione  | Nazionalità   | Giocatore         | Squadra              |
| --------- | ------------- | ----------------- | -------------------- |
| 2013-2014 | Stati Uniti   | James Augustine   | Chimki               |
| 2014-2015 | Finlandia     | Petteri Koponen   | Chimki               |
| 2015-2016 | Spagna        | Quino Colom       | UNICS Kazan'         |
| 2016-2017 | Nigeria       | Suleiman Braimoh  | Enisey Krasnojarsk   |
| 2017-2018 | Stati Uniti   | Jamar Smith       | UNICS Kazan'         |
| 2018-2019 | Stati Uniti   | Dorell Wright     | Lokomotiv Kuban'     |
| 2019-2020 | Non assegnato | Non assegnato     | Non assegnato        |
| 2020-2021 | Lettonia      | Rolands Freimanis | Zielona Góra         |
| 2021-2022 | Stati Uniti   | Billy Baron       | Zenit S. Pietroburgo |
| 2022-2023 | Stati Uniti   | Jalen Reynolds    | UNICS Kazan'         |
| 2023-2024 | Stati Uniti   | Melo Trimble      | CSKA Mosca           |